# Farøbroerne
Farøbroerne er to broer, der via Farø forbinder Sjælland med Falster. Farøbroerne er et led i sydmotorvejen, som udgør en del af E47 og E55. De blev indviet 4. juni 1985. Vejdirektoratet var bygherre. For projekt og tilsyn stod Cowiconsult, Christiani & Nielsen og som broarkitekt Erik Villefrance. Hovedentreprenører var Monberg & Thorsen. Farøkonsortiet bestod af Højgaard & Schultz, Kampsax, Campenon Bernard Cetra, samt Polensky & Zöllner.
- Længde: 1.596 og 1.726 meter.
- Bredde: 21,4 og 22,4 meter.
- Gennemsejlingshøjde: 20 og 26 meter.
- Gennemsejlingsbredde: 40 og 290 meter.
- Byggeperiode: 1980-1985.
- Indvielsesdato: 4. juni 1985.
- Bilspor: Fire.
- Togspor: ingen.
- Cykelstier: ingen.
- Fortove: ingen[3]

## Lavbroen
Den nordlige del mellem Sjælland og Farø er en lavbro, hvorfra man kan fortsætte til Bogø og Møn via dæmninger, anlagt i henholdsvis 1979 og 1943.
- Øverst den nyanlagte dæmning Bogø-Farø, 1979, med arbejdshavn på Farø. Foto af Lene Holm. Scan efter bogen Farøbroerne, 1985.
- Arbejdshavn på Farø ved opførelsen af Farøbroerne. Foto af Lene Holm fra 1979. Scan efter bogen Farøbroerne, 1985.

## Højbroen
Den høje (syd) bro krydser Storstrømmen mellem Farø og Falster. Det er en skråstagsbro. Broen er 1.726 meter lang, længste spændvidde er 290 m, den maksimale højde mellem vandet og brofaget er 26 m, og det er ophængt i 94,14 m høje tårne, som blev færdiggjort i 1984. Den var blandt de første skråstagsbroer i Skandinavien (den første var Strömsundsbroen).
De to tårne, som bærer spændet, er 'diamant' formede konstruktioner, rejsende sig fra et enkelt punkt ved vandoverfladen op på hver side af brofaget, for så igen at forene sig i ét punkt over midten af broen. Der er kun én række af ophængskabler, og den går langs midten af kørebanen.
Broerne blev indviet i 1985 som aflastning for Storstrømsbroen fra 1937, der længe havde haft svært ved at klare det stigende trafikpres. Farøbroerne var med deres godt 3.300 meter (Storstrømsbroen havde den gamle rekord med 3.199 meter) Danmarks længste broforbindelse indtil indvielsen af Storebæltsforbindelsen i 1998 (længde mere end 13 km). Motorvejen over Farøbroerne er en del af de europæiske Europaveje og har numrene E47 og E55.
I et regionalt udviklingsperspektiv har det været af stor betydning for Bogø og Møn, at Farølinjen blev den foretrukne frem for de alternativer, der især var på tale, Orenæslinjen og Masnedølinjen.